# Calva

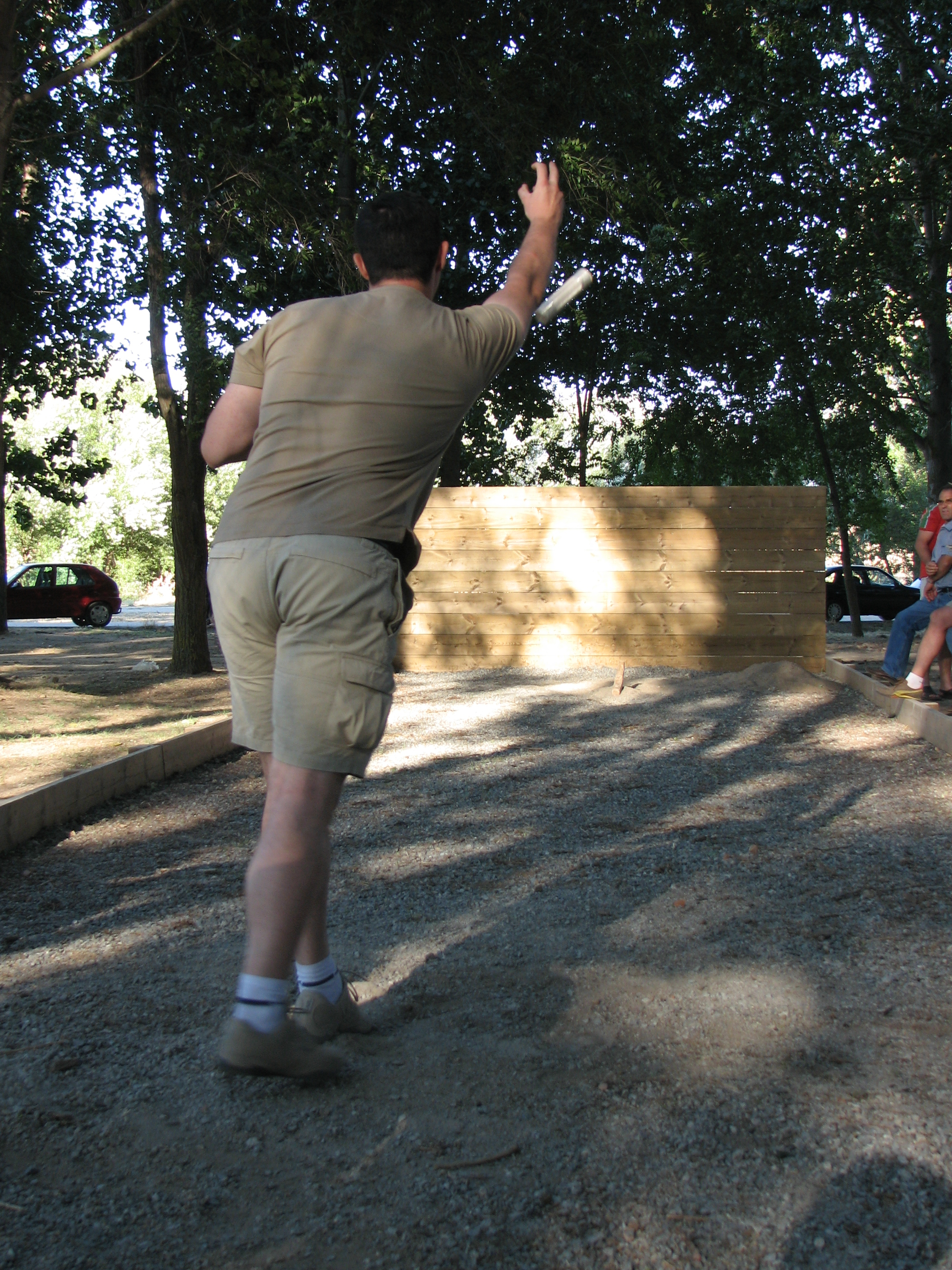
Een calvaspeler werpt zijn marro naar de calva.

Calva is een traditionele sport die gespeeld wordt in bepaalde delen van Spanje. De sport stamt uit het tijdperk voor de Romeinen. Het was een spel voor herders, die stenen naar stieren gooiden (de horens van stieren om precies te zijn) om zichzelf te vermaken. Na verloop van tijd werden de horens vervangen door een stuk hout (de calva) en de stenen werden vervangen door een cilinder van ijzer of staal (de marro). De naam calva is ontstaan uit het veld waarop het spel gespeeld werd, een veld vrij van stenen of obstakels.